# Agostino Cacciavillan
Agostino Cacciavillan, italijanski rimskokatoliški duhovnik, škof in kardinal, * 14. avgust 1926, Novale di Valdagno, † 5. marec 2022, Vatikan.

## Življenjepis
26. junija 1949 je prejel duhovniško posvečenje.
17. januarja 1976 je bil imenovan za naslovnega nadškofa Amiternuma in za apostolskega pronuncija v Keniji. 21. februarja istega leta je prejel škofovsko posvečenje.
Pozneje je postal: apostolski pronuncij v Indiji (9. maj 1981), v Nepalu (30. april 1985) in v ZDA (13. junij 1980) ter predsednik Administracije dediščine Apostolskega sedeža (5. november 1998). S slednjega položaja se je upokojil 1. oktobra 2002.
21. februarja 2001 je bil povzdignjen v kardinala in imenovan za kardinal-diakona Ss. Angeli Custodi a Città Giardino.